# کنگو کورا
کنگو کورا (انگلیسی: Kengo Kora؛ زادهٔ ۱۲ نوامبر ۱۹۸۷) یک هنرپیشه اهل ژاپن است. وی از سال ۲۰۰۵ میلادی تاکنون مشغول فعالیت بوده‌است.
از فیلم‌ها یا برنامه‌های تلویزیونی که وی در آن نقش داشته است می‌توان به افسانه شاهدخت کاگویا و سامورایی آشپز اشاره کرد.